# Törpe banán
A törpe banán (Musa acuminata) az egyszikűek (Liliopsida) osztályának a gyömbérvirágúak (Zingiberales) rendjébe, ezen belül a banánfélék (Musaceae) családjába tartozó faj.

## Előfordulása
A törpe banán Kína déli részéről, valamint a Fülöp-szigetekről, Indiából, Indonéziából, Malajziából, Mianmarból, Srí Lankából és Thaiföldről származik. Tanzániába betelepítették. A Földön sokfelé termesztik.

## Alfajok, változatok
- Musa acuminata subsp. acuminata
- Musa acuminata subsp. burmannica N. W. Simmonds (1956 publ. 1957)
- Musa acuminata subsp. errans (Blanco) R. V. Valmayor (2001)
- Musa acuminata subsp. halabanensis (Meijer) M.Hotta (1989)
- Musa acuminata subsp. malaccensis (Ridl.) N. W. Simmonds (1956 publ. 1957)
- Musa acuminata subsp. microcarpa (Becc.) N. W. Simmonds (1956 publ. 1957)
- Musa acuminata subsp. siamea N. W. Simmonds (1956 publ. 1957)
- Musa acuminata subsp. truncata (Ridl.) Kiew (2001)
- Musa acuminata var. chinensis Häkkinen & H.Wang, Novon 17: 442 (2007)
- Musa acuminata var. sumatrana (Becc.) Nasution (1991)
- Musa acuminata var. tomentosa (Warb. ex K.Schum.) Nasution (1991)
- Musa acuminata var. zebrina (Van Houtte ex Planch.) Nasution (1993)

## Megjelenése
A növény 1,5-2 méteres törzsét, amely valójában áltörzs, az összetapadó nagy levélüstökben végződő levélnyelek alkotják. Az 1-1,5 méter hosszú és 30-40 centiméter széles levelek csavarmenetszerűen rendeződnek el. A növénynek persze valódi törzse is van, de a föld alatt; ez az úgynevezett gyöktörzs, más néven rizóma. A gyöktörzs rügyeiből fejlődnek az új tősarjak, s azokból tör elő az üreges áltörzsön belül felnyúló és a levélrózsa közepén megjelenő fürtvirágzat. A virágzat, akár másfél méteres is lehet. A szintén csavarmenetszerűen elhelyezkedő virágokat nagyméretű lilásbarna murvalevelek fedik.

## Tartása, felhasználása
A növény tősarja a trópusi ültetvényeken fél-háromnegyed év alatt, kezd teremni, de Magyarországon és más mérsékelt övi országok üvegházaiban, a törpe banán, csak 2-3 év múlva kezd virágozni. A termés beéréséhez 3-4 hónap kell. A sárga mintegy 15-20 centiméter hosszú termések zamatosak és kellemes ízűek. Mivel a törpe banán gyümölcse megtermékenyülés nélkül jelenik meg, azaz partenokarpikus termést alakít ki, nincsen magja. Az érett törpe banán szerfölött tápláló: cukrot, savakat, fehérjét, zsírt és sok C-vitamint tartalmaz. A termések beérése után a gyümölcsöt hozó sarj elpusztul, és szerepét a föld alatti gyöktörzsből előtörő új sarj veszi át.
A törpe banán lakásban is tartható. A növénynek 50-60 centiméter magas, ugyanekkora átmérőjű, enyhén savanyú, tápdús földdel töltött fadézsát kell készíteni. 20-24 Celsius-fokot kell biztosítsunk neki. A hőmérséklet sohasem csökkenhet 16 Celsius-fok alá. A huzatra is érzékeny. Nagy leveleit napközben néhányszor permetezni kell. Ha megfelelően tartjuk, akkor 3-4 év alatt, akár teremhet is.

## Képek

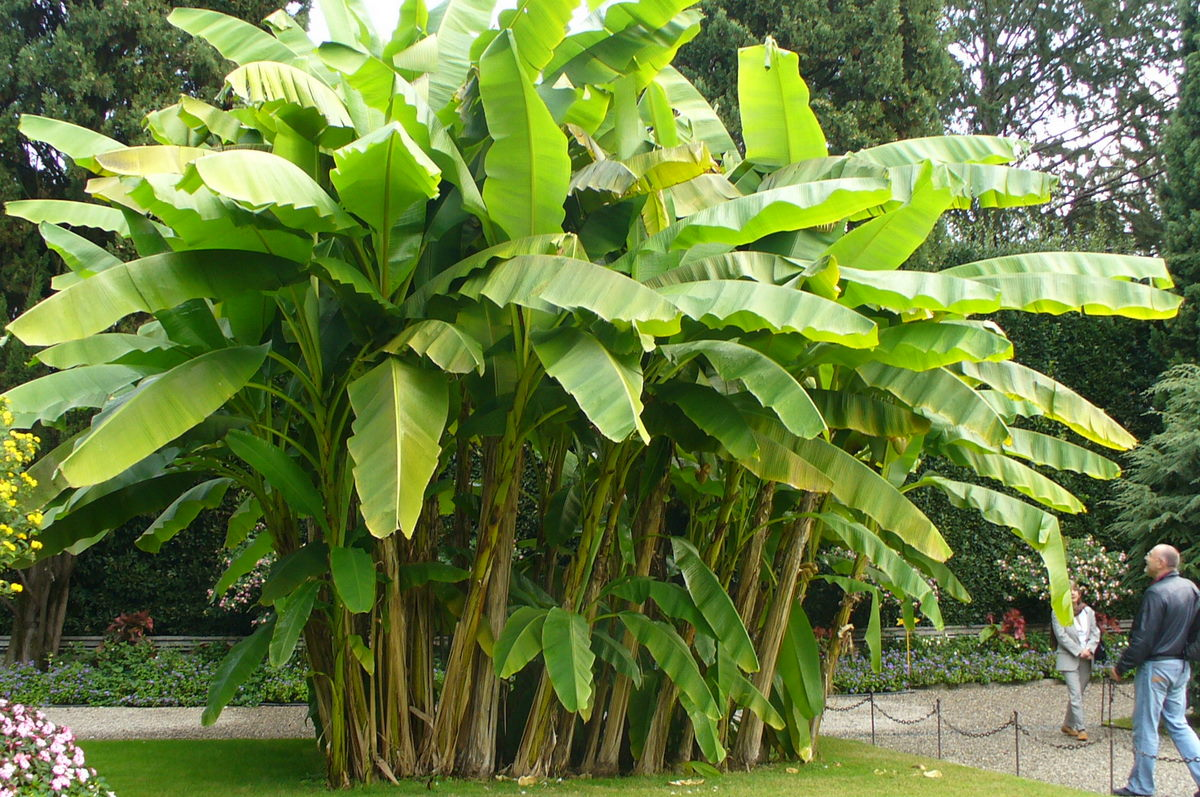
A növény
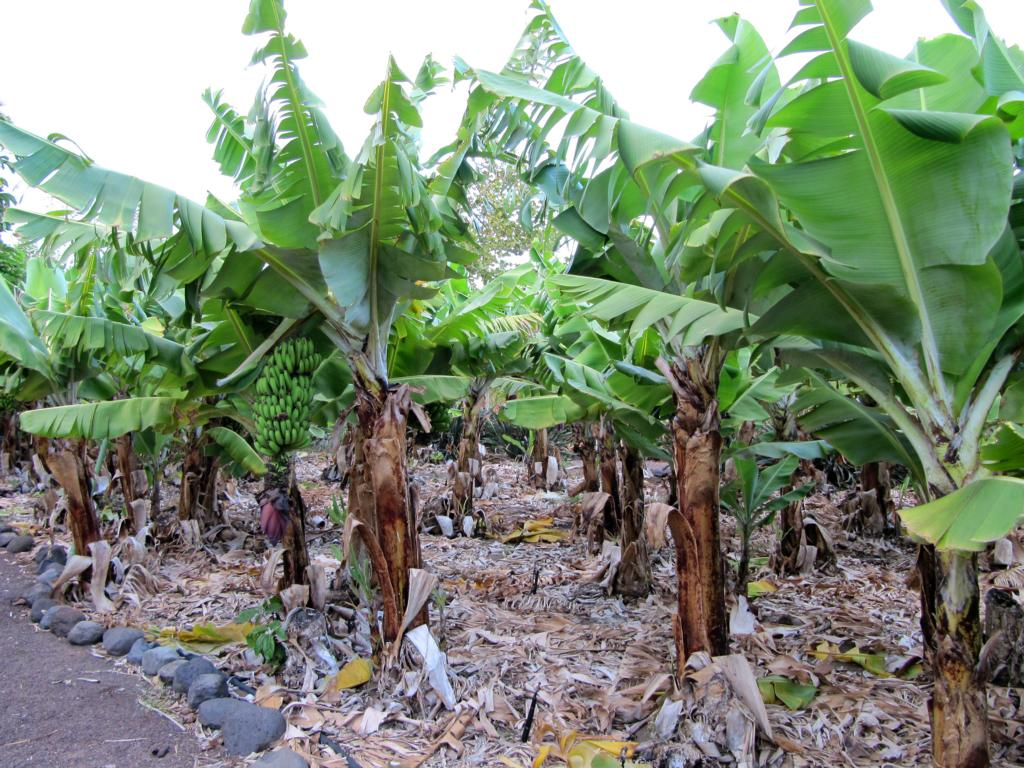
ültetvényekben
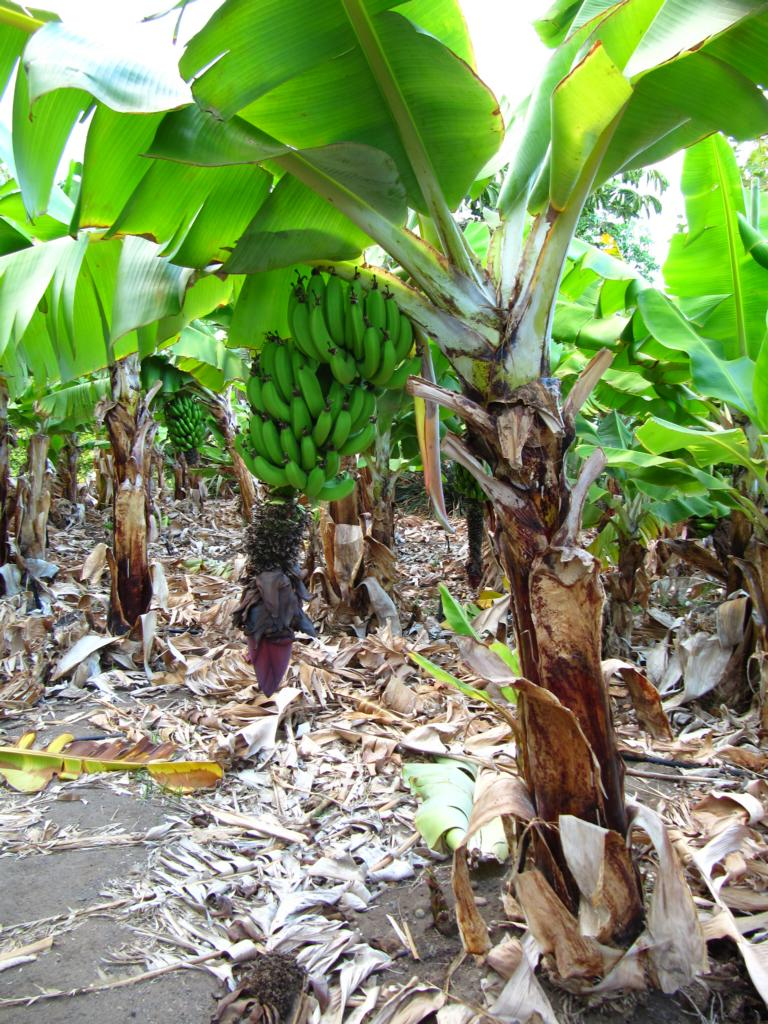
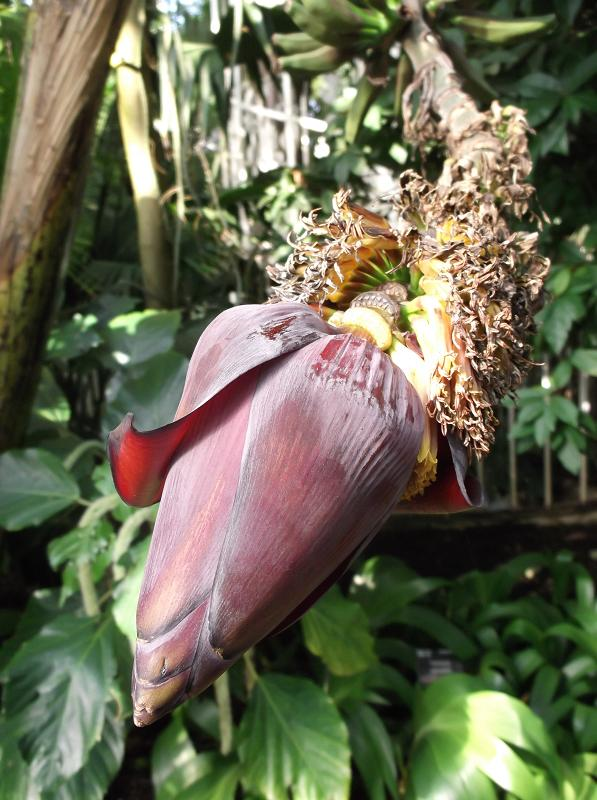
Virágzata
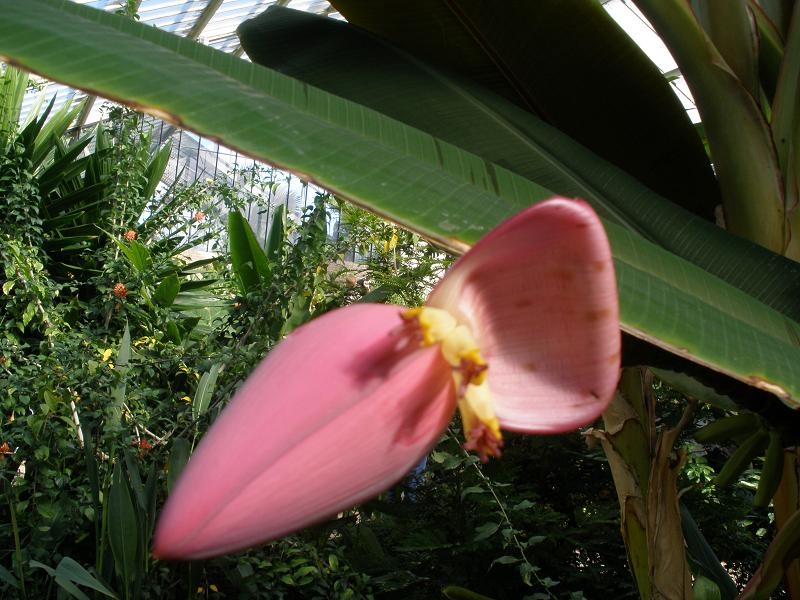
közelebbről
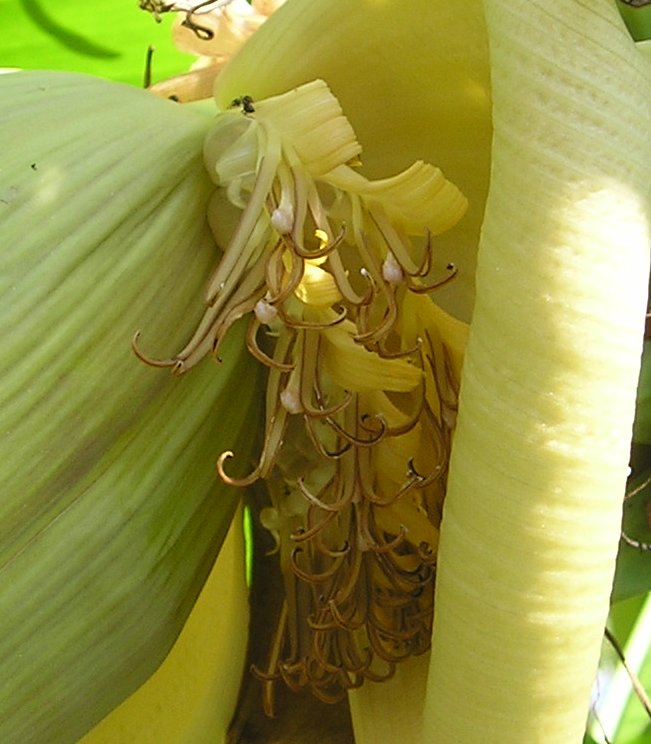
A virágok közelről
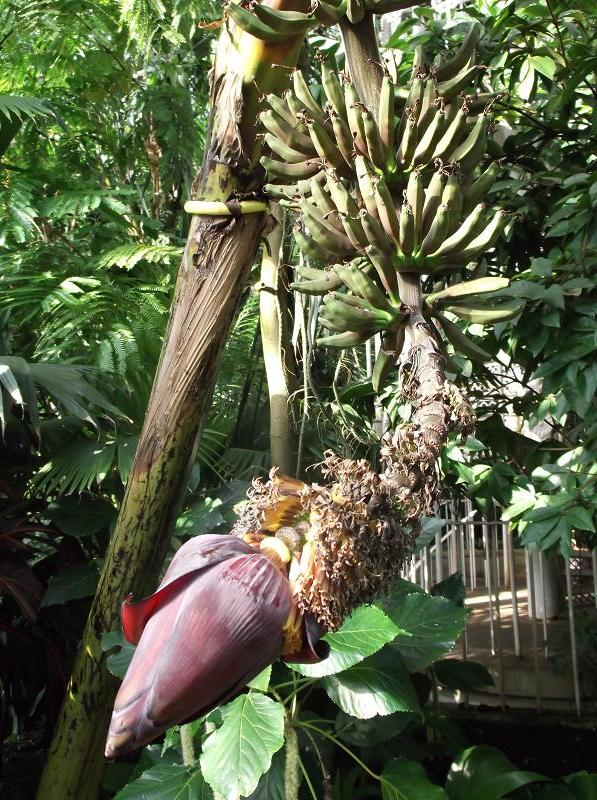
Virágzata és termései
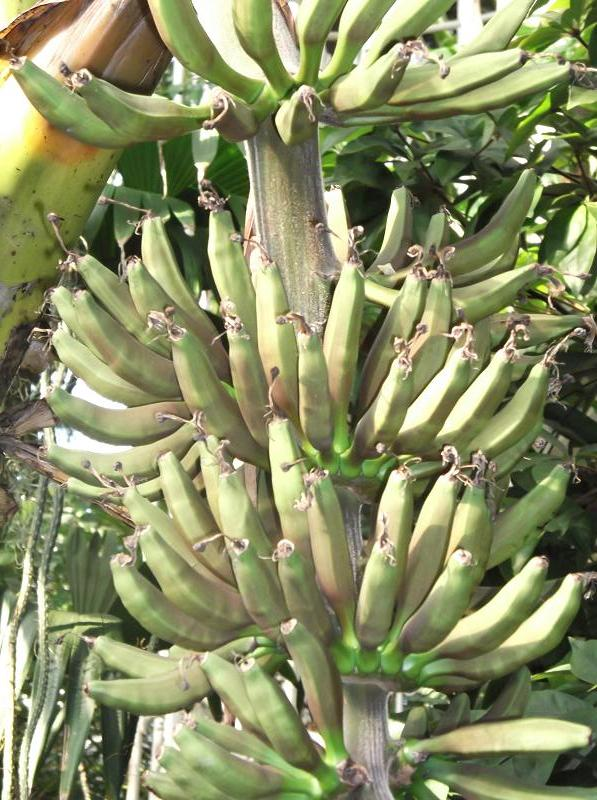
Termései
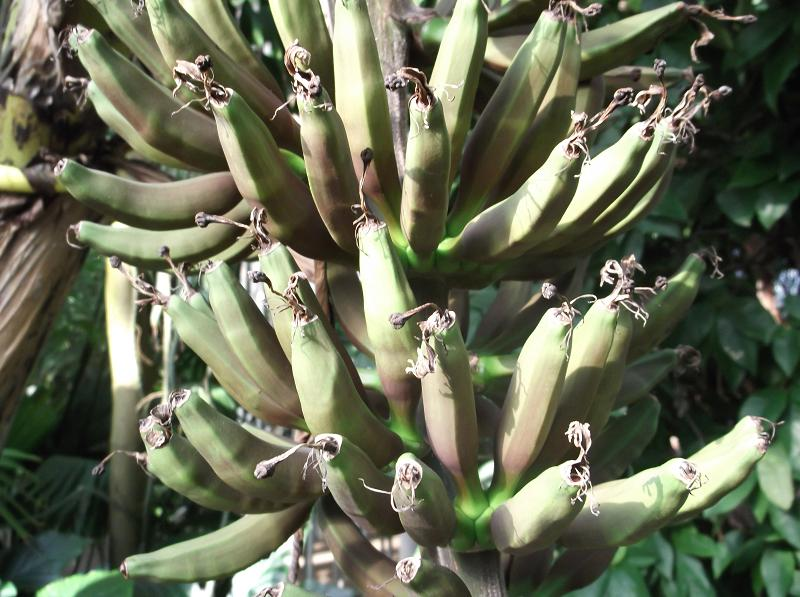
közelebbről
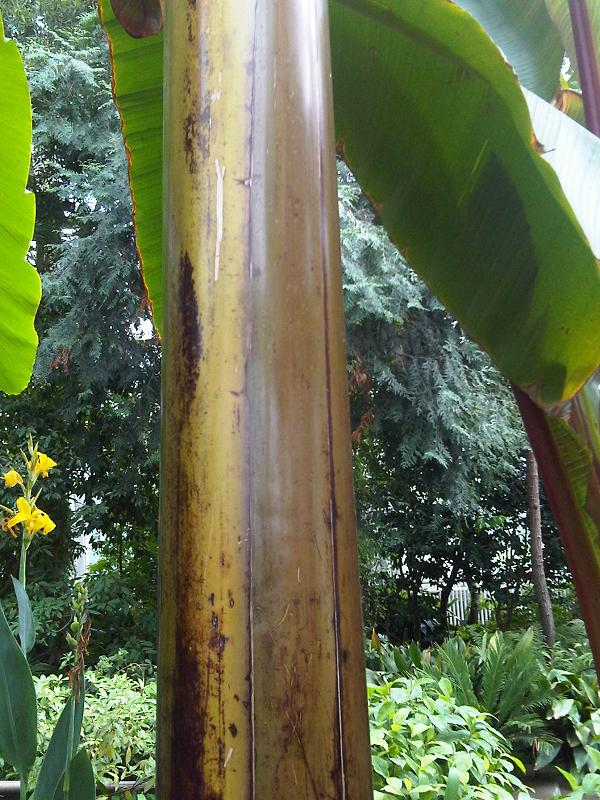
Áltörzse
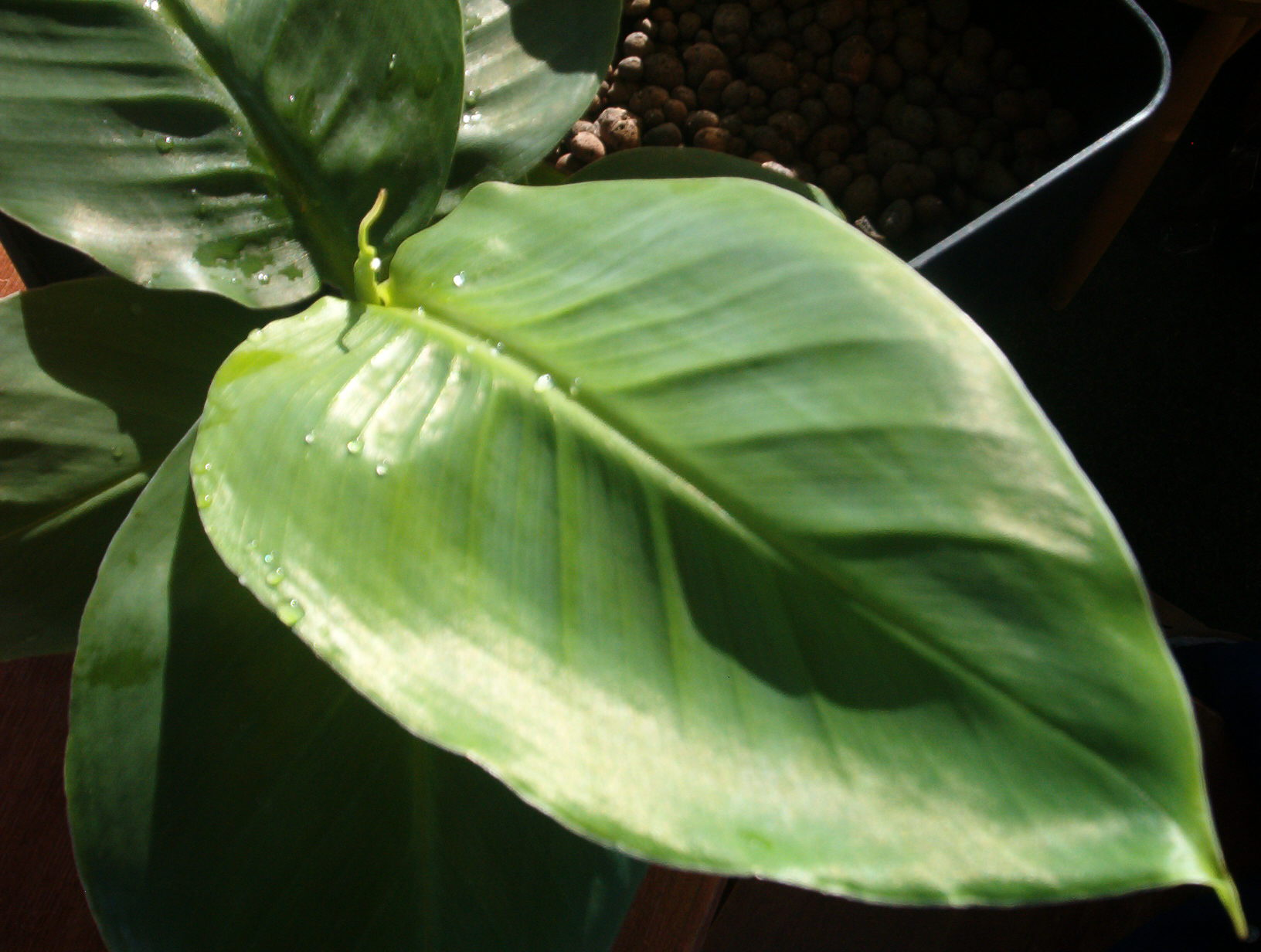
Levele
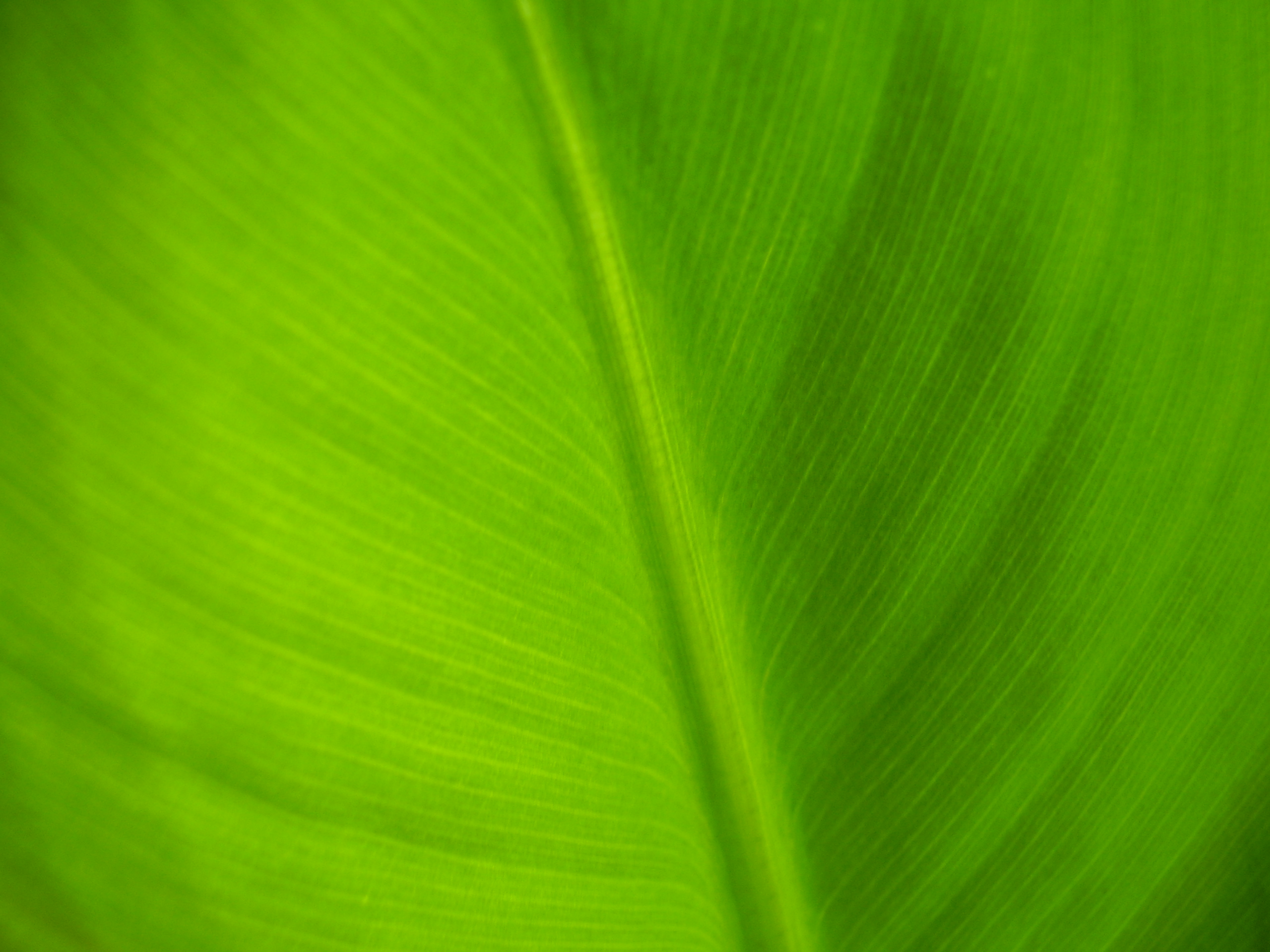
közelről
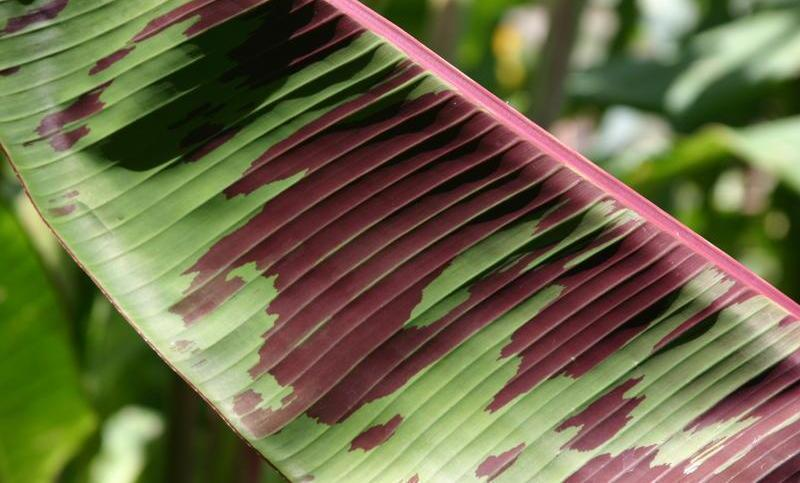
Mintázott levele
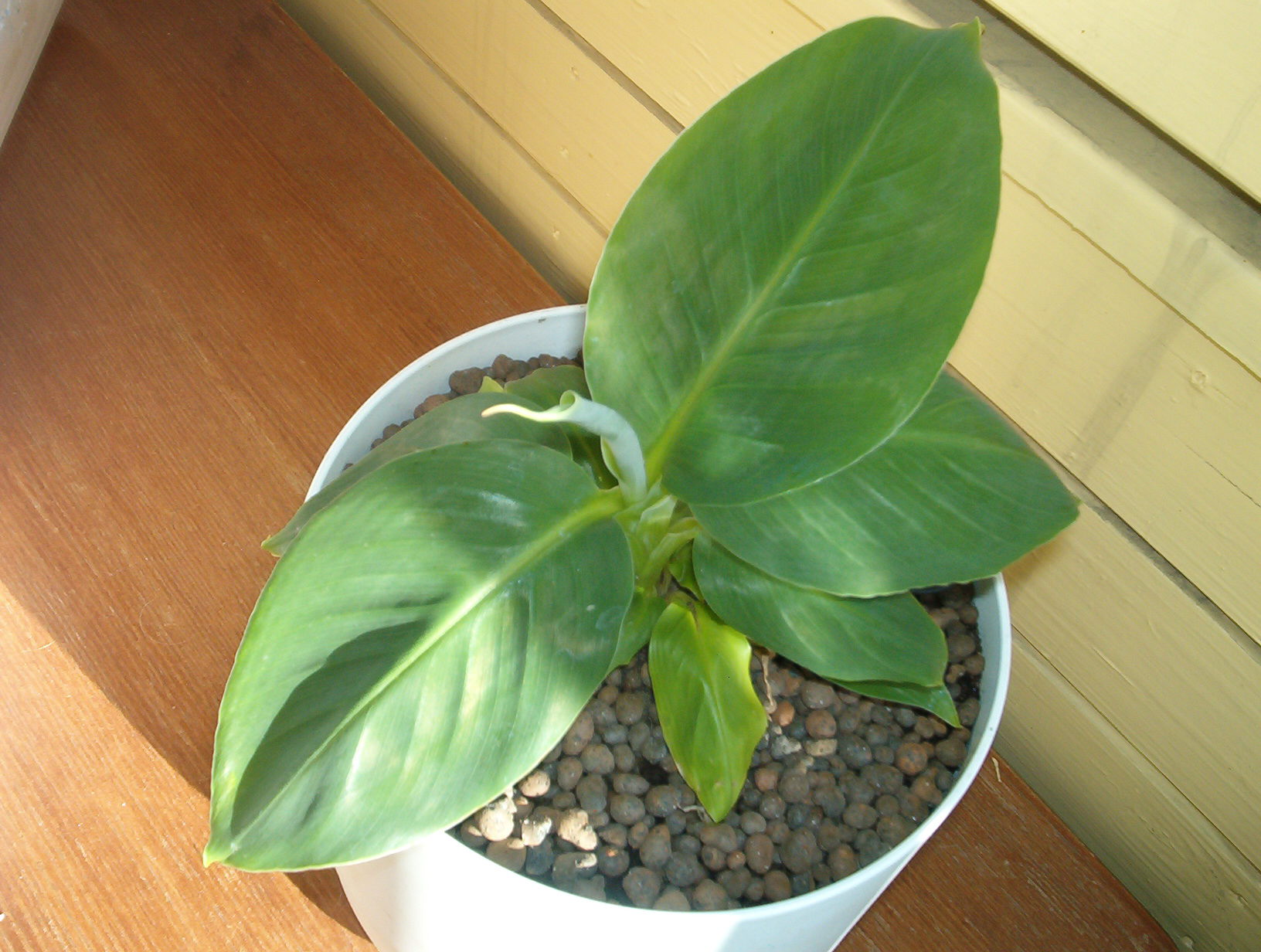
Szobanövényként